# Metrodia collybioides
Metrodia collybioides är en svampart som beskrevs av Raithelh. 1971. Metrodia collybioides ingår i släktet Metrodia och familjen Agaricaceae.   Inga underarter finns listade i Catalogue of Life.